# Heudicourt (Somme)
Heudicourt es una comuna francesa situada en el departamento de Somme, en la región de Alta Francia.

## Demografía
| 718 | 686 | 629 | 548 | 491 | 502 | 511 |
| Para los censos de 1962 a 1999 la población legal corresponde a la población sin duplicidades (Fuente: INSEE [Consultar]) |     |     |     |     |     |     |